# Kenneth J. Lawrence
Kenneth J. Lawrence (nacido en 1964) es un astrónomo estadounidense.
Es el descubridor de 30 asteroides, 10 de ellos en solitario, y del cometa periódico 152P/Helin-Lawrence. 
El asteroide (4969) Lawrence fue nombrado en su honor.